# Hemioctaedru
În geometrie un hemioctaedru este un politop abstract⁠(d) regulat, care are jumătate din fețele unui cub.

## Realizare
Poate fi realizat ca un poliedru proiectiv⁠(d) (o teselare a planului proiectiv real⁠(d) cu 4 triunghiuri), care poate fi vizualizat prin construirea planului proiectiv ca o emisferă unde puncte opuse de-a lungul frontierei sunt conectate și împart emisfera în patru părți egale. Poate fi considerat o piramidă pătrată fără baza sa.

## Geometrie
|                                   |                                              |
| Dualul hemioctaedrului, hemicubul | Diagramă Schlehgel pătrată a hemioctaedrului |

Are 4 fețe triunghiulare, 6 laturi și 3 vârfuri. Dualul său este hemicubul. Are proprietatea neașteptată că între fiecare pereche de vârfuri există două laturi distincte — oricare două vârfuri definesc un digon.
Poate fi reprezentat simetric ca o diagramă Schlegel hexagonală sau pătrată.